# Hugues Merle
Hugues Merle (28. dubna 1822, La Sône, Auvergne-Rhône-Alpes Francie – 16. března 1881, Paříž, Francie) byl francouzský malíř, jehož kompozice měly převážně sentimentální nebo morální aspekt. Často byl srovnáván s Williamem-Adolphe Bouguereauem.

## Životopis
Hugues Merle se narodil v roce 1822 v La Sône. Studoval malbu u Léona Cognieta. Vystavoval poprvé na pařížském Salonu v roce 1847. Ceny získal v letech 1861 a 1863. V roce 1866 byl jmenován rytířem řádu čestné legie.
Na začátku 60. let 20. století se Hugues Merle stal přítelem Paula Durand-Ruela. Ten začal kupovat jeho obrazy od roku 1862 a představil umělce malíři Williamovi-Adolphe Bouguereauovi. Merle byl později často k tomuto malíři přirovnáván a stal se jeho rivalem. V polovině 60. let 20. století namaloval Merle několik portrétů manželky Paula Durand-Ruela a jejich syna Johna.
Hugues Merle zemřel v roce 1881 v Paříži. Jeho syn Georges Merle se také stal malířem.

## Galerie

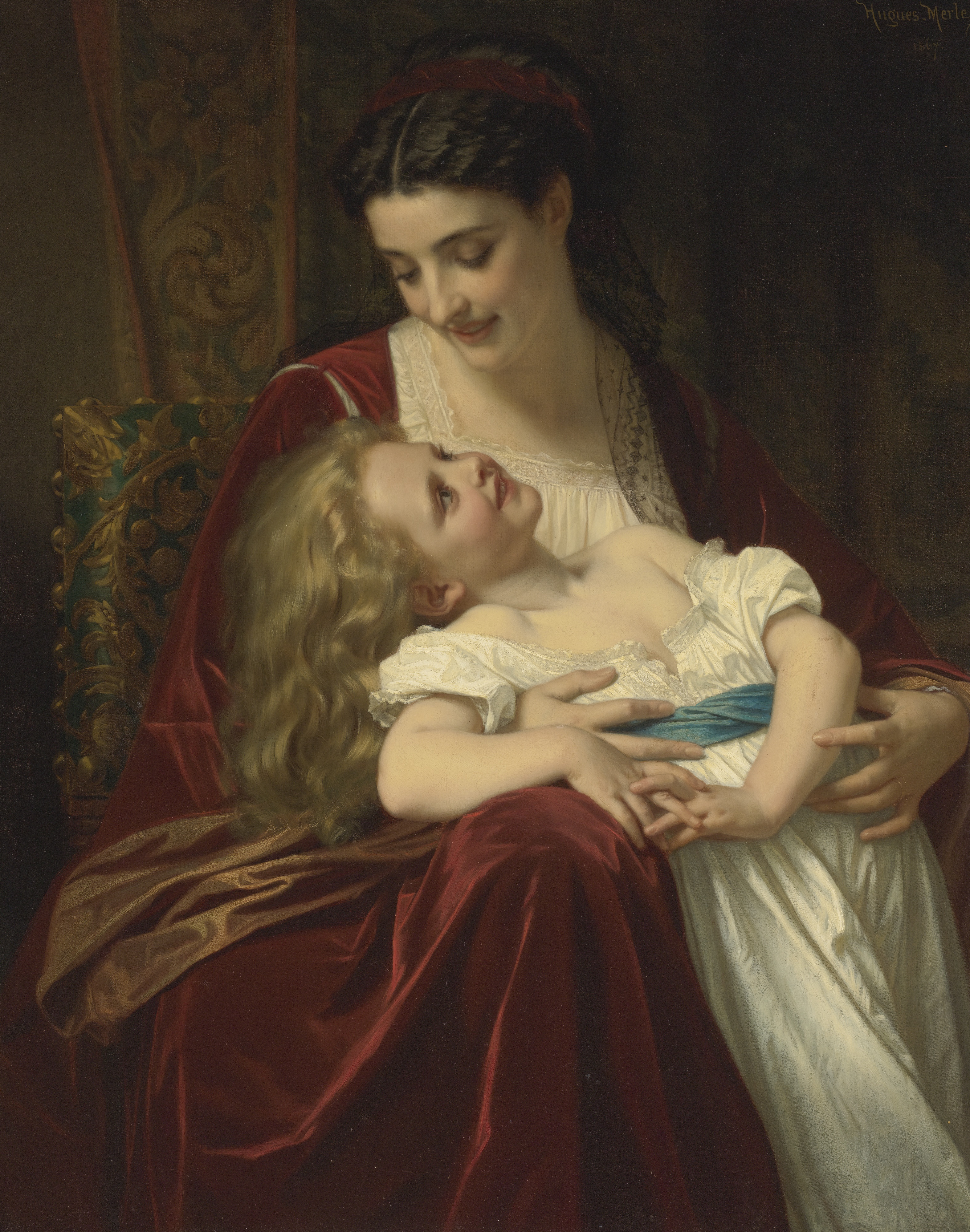
Mateřská láska
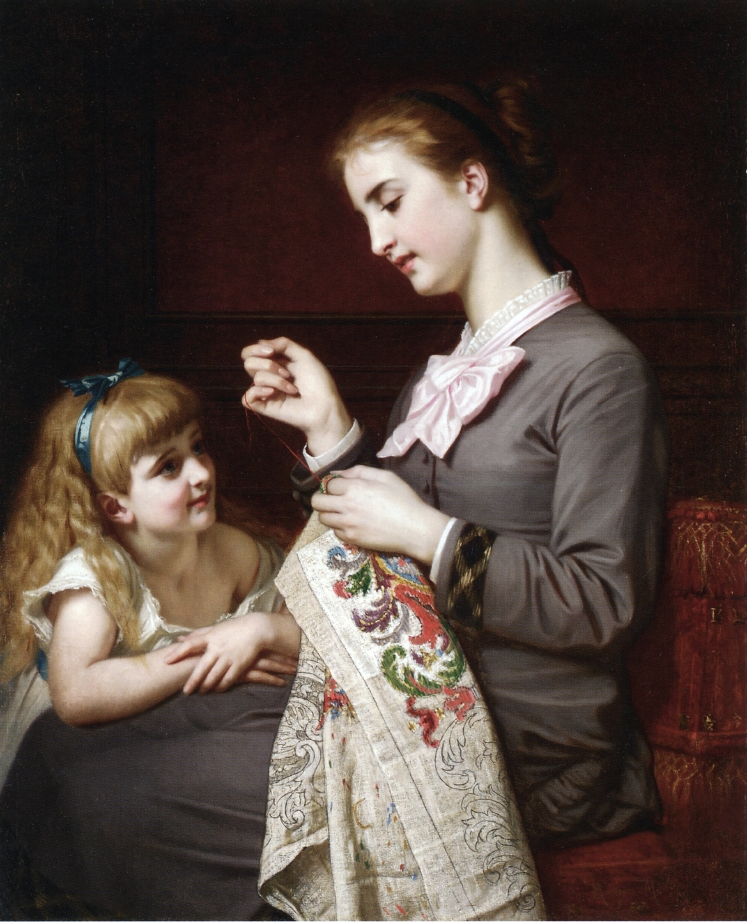
Lekce vyšívání
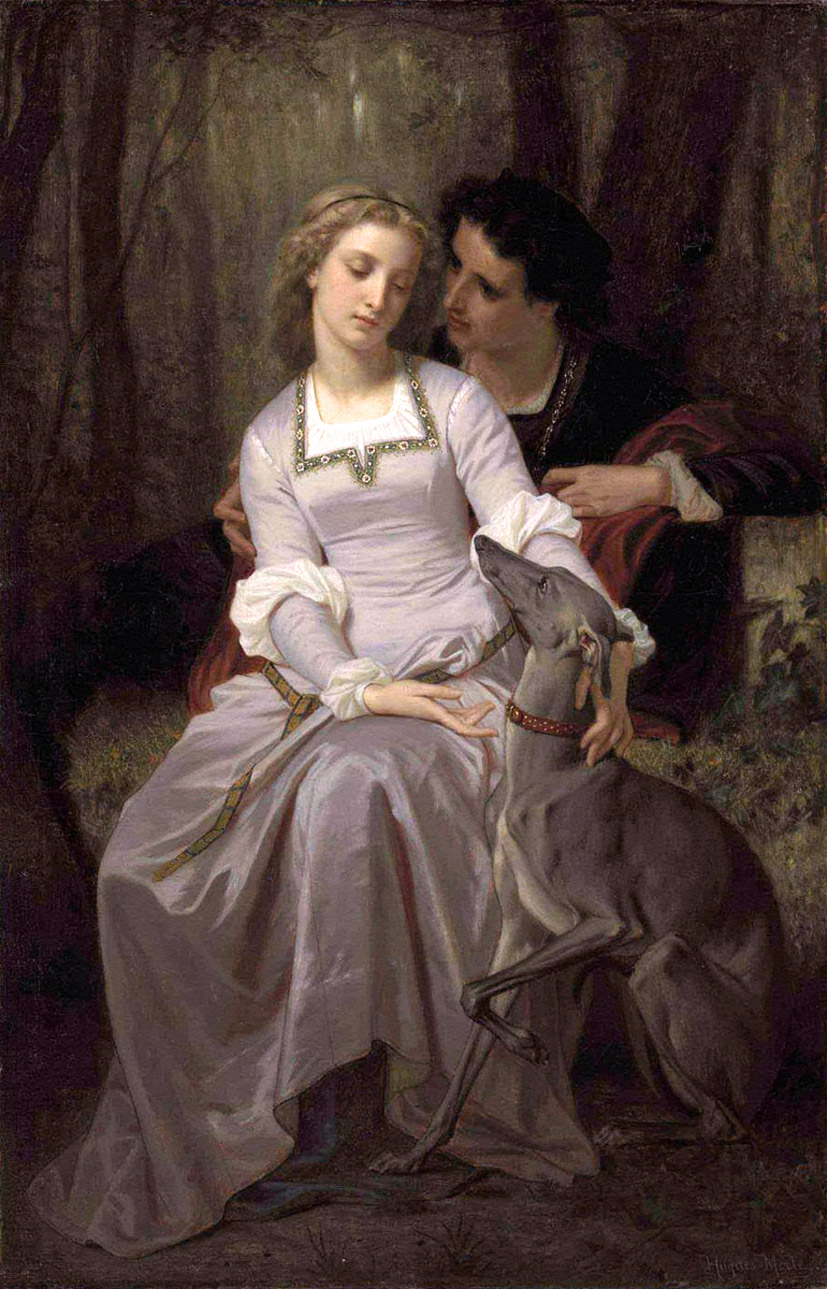
Tristan a Isolda
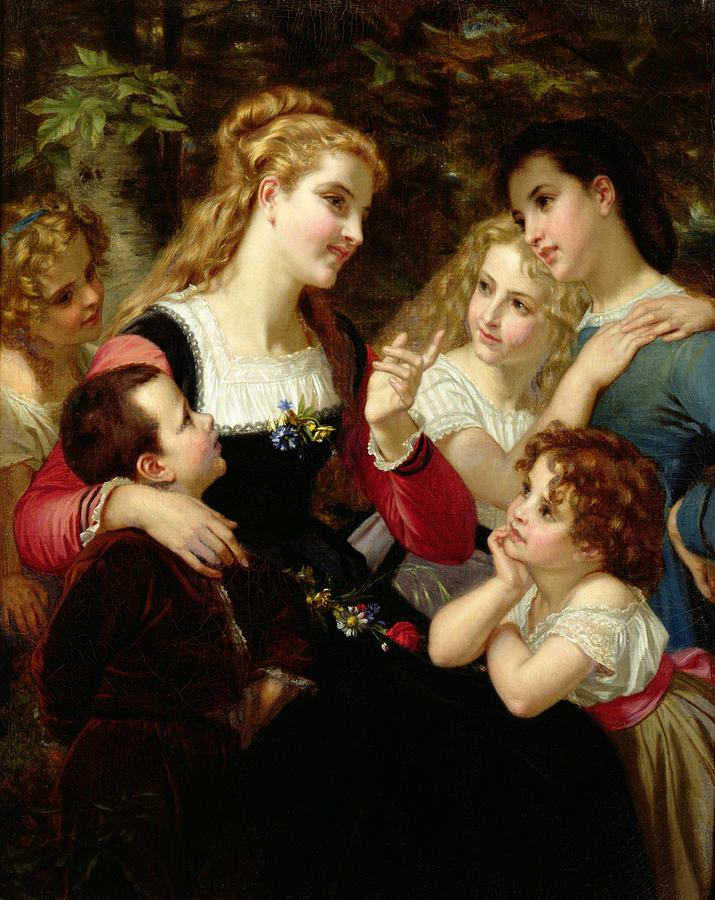
Rozhovor
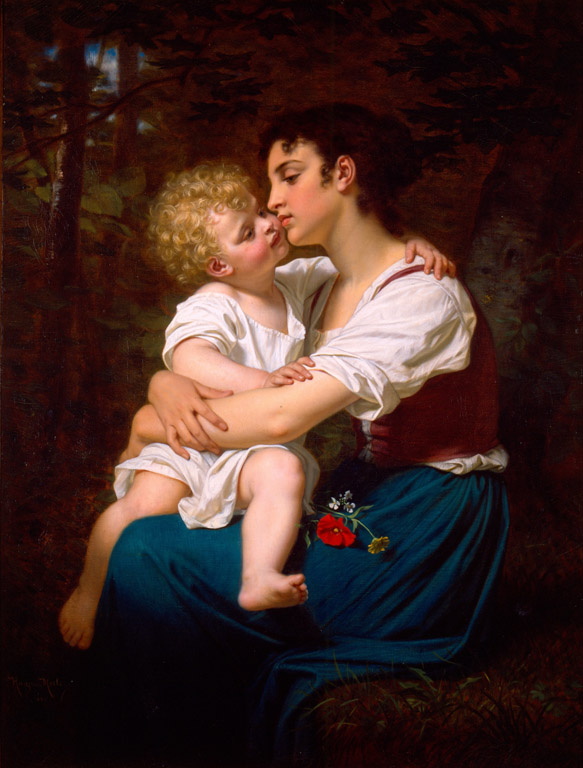
Mateřská láska
Romeo a Julie
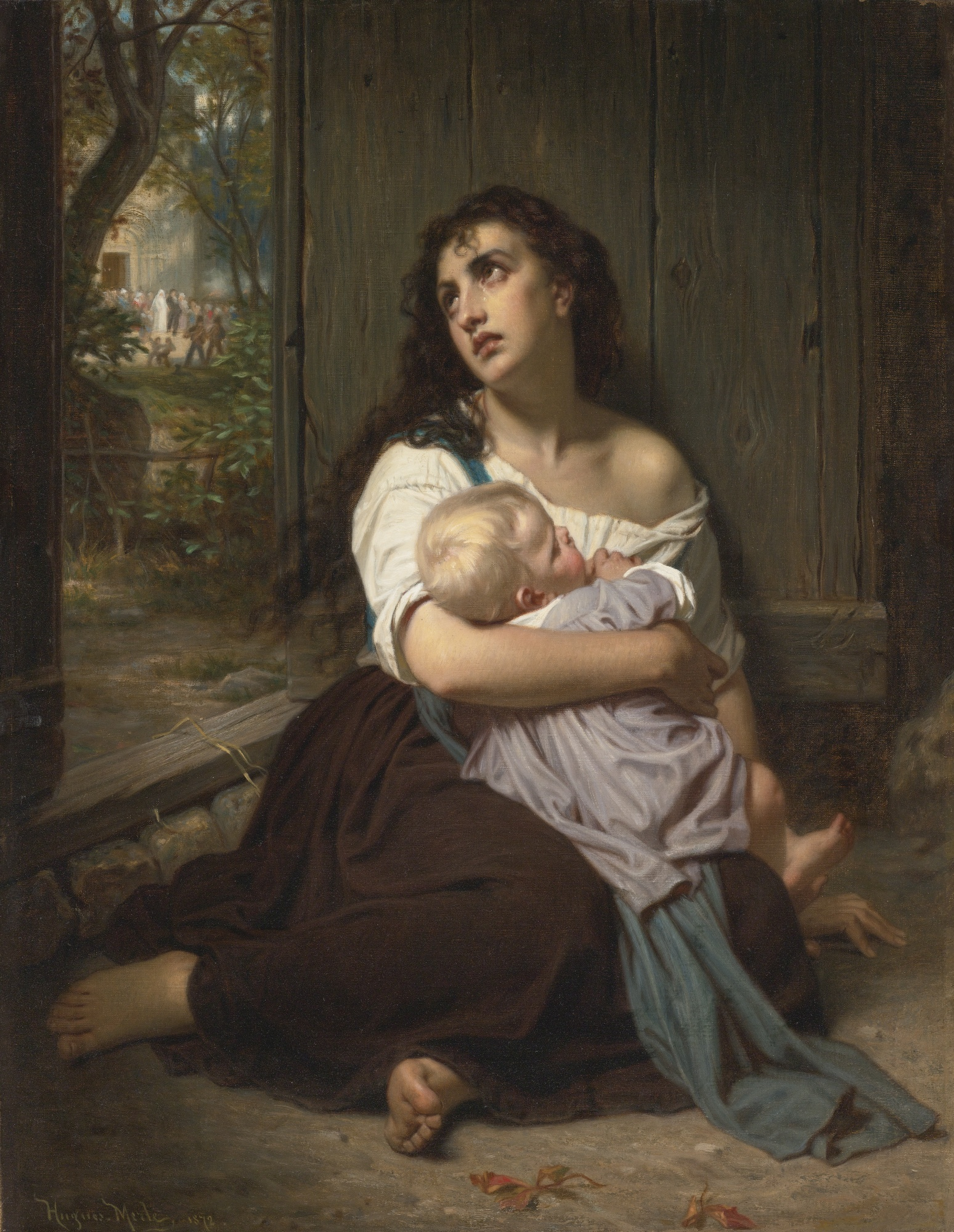
Opuštěná
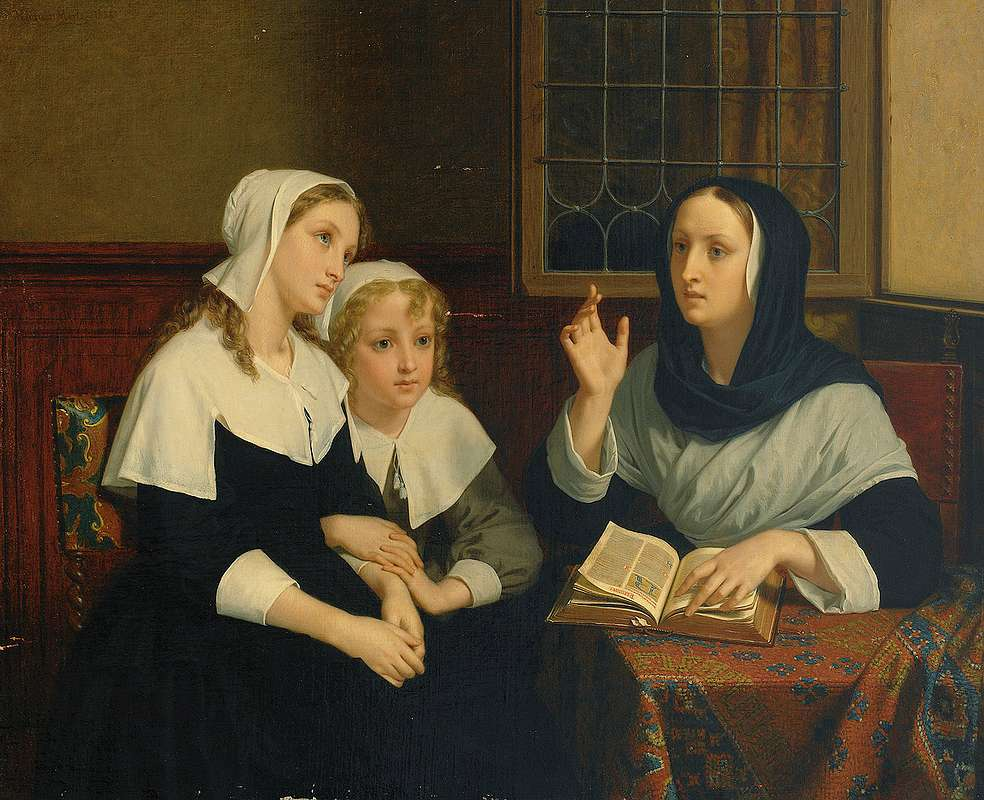
Sirotci